# Khuwara
Khuwara (tiếng Ả Rập: خوارى) là một ngôi làng Syria nằm ở Saraqib Nahiyah ở huyện Idlib, Idlib. Theo Cục Thống kê Trung ương Syria (CBS), Khuwara có dân số 937 người trong cuộc điều tra dân số năm 2004.